# Henri-Godefroy de La Tour d’Auvergne

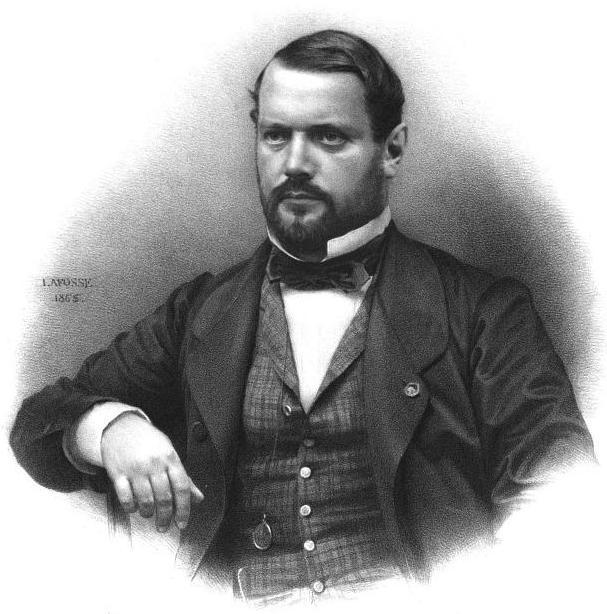
Godefroi de La Tour d’Auvergne

Henri-Godefroi-Bernard-Alphonse de La Tour d’Auvergne-Lauraguais (* 21. Oktober 1823 in Paris; † 5. Mai 1871 in Angliers) war ein französischer Adeliger und Staatsmann des Zweiten Kaiserreichs.

## Leben
Der Vater Henri-Godefroys, Melchior Philippe Bernard de La Tour de Saint-Paulet (1794–1849), aus einer alten Familie Südfrankreichs stammend, war von Napoleon zum Baron de l’Empire, später zum Marquis de Saint-Paulet erhoben worden. Er hatte 1814, unter der soeben restaurierten Herrschaft von Ludwig XVIII., den Namen de La Tour d’Auvergne-Lauraguais usurpiert, nachdem das berühmte Haus de La Tour d’Auvergne, Herzöge von Bouillon, 1802 ausgestorben war.
Henri-Godefroy, seit dem Tode seines Vaters 1849 Baron de l’Empire, Marquis de Saint-Paulet, trat 1841 in den diplomatischen Dienst und war nacheinander französischer Gesandter in Weimar, Florenz, und Turin. 1859 erhielt er von Papst Pius IX. den Titel eines Fürsten des Päpstlichen Adels, mit französischer Anerkennung von 1869.
1860 wurde er nach Berlin, 1862 nach Rom versetzt und 1863 zum Botschafter am englischen Hof in London ernannt. In London war er 1864 als Vertreter Frankreichs Teilnehmer an der Konferenz zur Beendigung des Deutsch-Dänischen Krieges, die allerdings ergebnislos verlief.
Von Napoleon III. am 17. Juli 1869 zum Außenminister in das Kabinett berufen, machte La Tour d’Auvergne mit seinen Kabinettskollegen schon am 2. Januar 1870 dem Kabinett Ollivier Platz. Nach den ersten Niederlagen im Deutsch-Französischen Krieg und dem Sturz des Kabinett Ollivier im August 1870, wurde er am 10. August von Charles Cousin-Montauban erneut als Außenminister in die Regierung einbezogen. Nach der Proklamation der 3. Republik am 4. September 1870 zog er sich ins Privatleben zurück und starb am 5. Mai 1871.

## Ehrungen und Mitgliedschaften
- Großkreuz der franz. Ehrenlegion
- Ritter des päpstl. Piusordens
- Komtur des päpstl. Gregoriusordens
- Großkreuzes des preuß. Roten Adlerordens
- Ritter des herzogl. Sachsen-Ernestinischen Hausordens
- Ritter des Malteserordens